# Kongens Enghave (film)
 For alternative betydninger, se Kongens Enghave (flertydig). (Se også artikler, som begynder med Kongens Enghave)
Kongens Enghave er en dansk dokumentarfilm fra 1967, der er instrueret af Claus Ørsted.

## Handling
Kongens Enghave er det gamle pyntelige navn på et område i Københavns sydvestlige udkant - i dag millionbyens kæmpelosseplads. Her har den nu 80-årige Martin boet i et skur i 20 år. Om ham og hans miljø handler filmen.